# Frederic al II-lea, Landgraf de Hesse-Homburg
Frederic al II-lea de Hesse-Homburg (germană Friedrich II. von Hessen-Homburg), cunoscut drept Prinț de Homburg (30 martie 1633–24 ianuarie 1708) a fost Landgraf de Hesse-Homburg. De asemenea, el a fost un experimentat și de succes general al coroanelor Suediei și Brandenburg.

## Biografie
Frederic s-a născut la Homburg (actualul Bad Homburg vor der Höhe), și a fost al șaptelea și cel mai mic copil al Landgrafului Frederic I de  Hesse-Homburg, care a murit în 1638, lăsându-și copii în grija mamei lor, Margaret Elisabeth de Leiningen-Westerburg.
La dorința mamei sale, Frederic a fost educat de profesori particulari împreună cu fiii vărului său, Georg al II-lea, Landgraf de Hesse-Darmstadt, la Marburg. În 1648 el și-a rupt piciorul și și-a petrecut convalescența la Bad Pfäfers.
Când mareșalul Henri de la Tour d'Auvergne, Viconte de Turenne a apărut în imediata apropiere, Frederic a fost trimis de mama sa să poarte negocieri pentru siguranța Homburg. Turenne a găsit prințul atât de cuceritor încât a vrut să-l ia imediat în armata sa și să plătească pentru educația lui militară. Mama lui Frederic s-a opus.
La vârsta de 16 ani el a făcut Marele Tur prin Italia și Franța apoi a devenit student la Universitatea din Geneva, deși el nu a urmat un curs  real academic: a învățat dans, călărie și scrimă, și și-a îmbunătățit cunoștințele limbii franceze.

### Cariera militară
Cum frații lui mai mari îl precedau în linia de succesiune, el s-a decis pentru o carieră militară și în 1654 a devenit colonel în armata regelui Carol al X-lea al Suediei.

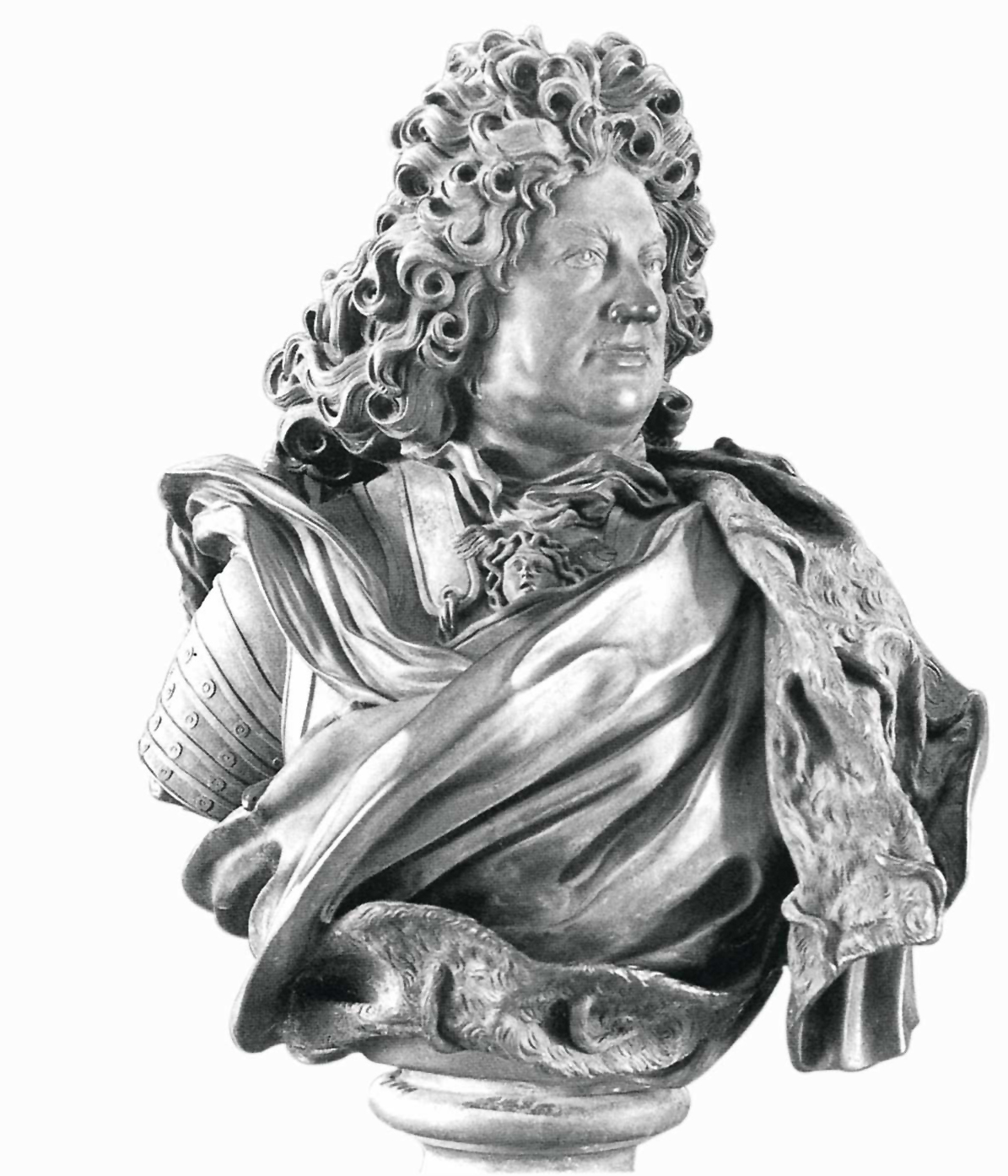
Frederic al II-lea de Hesse-Homburg: bust de Andreas Schlüter.

În 1659 în timpul asaltului asupra Copenhaga Frederic a fost atât de grav rănit încât piciorul inferior drept a trebuit să fie amputat. El a fost promovat la rangul de general-maior (Generalmajor) și de atunci a avut un picior de lemn. Frederic a fost ales de regele Carol al X-lea ca Statthalter în Livonia, însă după moartea regelui lucrurile s-au schimbat în mod considerabil, iar Frederic a părăsit serviciul suedez în 1661.
În același an el s-a căsătorit cu Margareta Brahe, o văduvă bogată suedeză, doamnă de onoare a reginei Suediei, care era cu 30 de ani mai în vârstă decât el. Căsătoria a provocat un scandal, iar cuplul a trebuit să părăsească Suedia. Margareta Brahe a murit după opt ani, în 1669. Cu averea ei el a cumpărat moșii în Brandenburg și a devenit un prieten al Electorului Friedrich Wilhelm I de Brandenburg. În 1670 Frederic s-a recăsătorit cu nepoata Electorului, Prințesa Luise Elisabeth von Kurland, după ce s-a convertit de la luteranism la biserica reformată și a intrat în serviciul Brandenburg ca general. În 1672 el a primit comanda tuturor forțelor din Brandenburg.
În 1672 și 1674 a luptat în Războiul olandez. În calitate de comandant al cavaleriei Brandenburg, în timpul invaziei suedeze, la 28 iunie 1675 în Bătălia de la Fehrbellin, el a atacat armata suedeză fără ordin de a face acest lucru, producându-le pierderi grele. Această mișcare a contribuit în mod decisiv la victoria Brandenburg dar și la nemulțumirea Electorului.  Acest eveniment istoric l-a inspirat în 1809 pe dramaturgul Heinrich von Kleist la redactarea piesei sale Prințul de Hombourg, al cărui erou, Prințul Frederic, are asemănări cu personajul istoric.
În anii 1676-1678, el a participat la campaniile din Pomerania și Prusia și a negociat, în numele Electorul de Brandenburg, Tratatul de la Saint-Germain din 1679.

### Landgraf de Hesse-Homburg
În 1681, după decesul fratelui său Wilhelm Christoph, Frederic a preluat guvernarea teritoriului Hesse-Hombourg și a domnit sub numele de Frederic al II-lea.
În 1690 soția sa a murit după ce i-a dăruit 12 copii. La vârsta de 59 de ani, Frederic s-a căsătorit a treia oară: cu văduva Sofia Sybille von Leiningen-Westerburg, o rudă a familiei mamei sale, care i-a mai dăruit încă trei copii.
Frederic a murit în 1708 la Homburg, aparent de pneumonie, după o ultimă călătorie la Leipzig pentru a-l întâlni pe regele Carol al XII-lea al Suediei.

## Copii
Frederic al II-lea s-a căsătorit de trei ori: în 1661 cu contesa Margareta Brahe (1603–1669); în 1670 cu Prințesa Louise Elisabeth de Courland (1646–1690); și în 1691 cu contesa Sofia Sybille de Leiningen-Westerburg (1656–1724).
Copii cu Louise Elisabeth de Courland:
- Charlotte Dorothea Sofia (1672–1738); s-a căsătorit în 1694 cu Johann Ernst al III-lea, Duce de Saxa-Weimar (1664–1707)
- Frederic al III-lea, Landgraf de Hesse-Homburg (1673–1746); s-a căsătorit în 1700 cu Prințesa Elisabeth Dorothea de Hesse-Darmstadt (1676–1721). În 1728 s-a recăsătorit cu Prințesa Christiane Charlotte de Nassau-Ottweiler (1685–1761)
- Karl Christian (1674–1695), căzut în Asediul de la Namur
- Hedwig Luise (1675–1760); s-a căsătorit în 1718 cu contele Adam Friedrich von Schlieben (1677–1752)
- Filip (1676–1706); căzut în Bătălia de la Speyerbach în Războiul Succesiunii Spaniole
- Wilhelmine Maria (1678–1770); s-a căsătorit în 1711 cu contele Anton II de Aldenburg (1681–1738)
- Eleonore Margarete (1679–1763)
- Elisabeth Franziska (1681–1707); s-a căsătorit în 1702 cu Prințul Frederic Wilhelm Adolf, Prinț de Nassau-Siegen (1680–1722)
- Johanna Ernestine (1682–1698)
- Ferdinand (n./d. 1683)
- Karl Ferdinand (1684–1688)
- Casimir Wilhelm (1690–1726); s-a căsătorit în 1722 cu contesa Christine Charlotte de Solms-Braunfels (1690–1751)

Copii cu Sofia Sybille de Leiningen-Westerburg:
- Ludwig Georg (1693–1728); s-a căsătorit în 1710 cu contesa  Christine de Limpurg-Sontheim (1683–1746)
- Friederike Sophie (1693–1694)
- Leopold (n./d. 1695)

1. 1 2  The Peerage
2. ↑  Genealogics